# Европско првенство у атлетици на отвореном 1938 — скок увис за жене
Такмичење у скоку увис у женској конкуренцији на Европском првенству у атлетици 1938. одржано је 18. септембра на стадиону Пратер у Бечу. Ово је било прво Европско првенство на којем су учествовале жене.
Златну медаљу освојила је Немица Дора Ратјен, која је скочила 1,70 м и поставила нови светски рекорд у скоку увису. Убрзо након такмичења испоставио се да је Ратјен мушкарац -(Херман), тако да му је одузета титула и ззлатна медаља и додељена друопласираној сто у финалу Мађарици, Ибољи Чак.

## Земље учеснице
Учествовало је 10 такмичарки из 7 земаља.
1. Италија (1)
2. Мађарска (1)
3. Немачка (3)
4. Уједињено Краљевство (2)
5. Холандија  (1)
6. Шведска (1)
7. Швајцарска (1)

## Рекорди
| Светски рекорд                                    | Џин Шајли, Сједињене Државе             | 1,65                                    | Лос Анђелес, САД                        | 7. август 1932.                         |                                         |                                         |
| Светски рекорд                                    | Милдред Дидриксон, Сједињене Државе     | 1,65                                    | Лос Анђелес, САД                        | 7. август 1932.                         |                                         |                                         |
| Европски рекорд                                   | Дора Гринвуд, Уједињено Краљевство      | 1,65                                    | Саутенд на Мору, Холандија              | 8. јун 1933.                            |                                         |                                         |
| Рекорди Европских првенстава                      | Ово је прво Европско првенство за жене. | Ово је прво Европско првенство за жене. | Ово је прво Европско првенство за жене. | Ово је прво Европско првенство за жене. | Ово је прво Европско првенство за жене. | Ово је прво Европско првенство за жене. |
| Рекорди после завршетка Европског првенства 1938. |                                         |                                         |                                         |                                         |                                         |                                         |
| Рекорди Европских првенстава                      | Ибоља Чак Мађарска                      | 1,64                                    | Беч Аустрија                            | 18. септембар 1938.                     |                                         |                                         |
| Рекорди Европских првенстава                      | Нели ван Бален-Бланкен Холандија        | 1,64                                    | Беч Аустрија                            | 18. септембар 1938.                     |                                         |                                         |
| Рекорди Европских првенстава                      | Феодора цу Золмс GER                    | 1,64                                    | Беч Аустрија                            | 18. септембар 1938.                     |                                         |                                         |

## Освајачи медаља
|                    |                                  |                          |
| Ибоља Чак Мађарска | Нели ван Бален-Бланкен Холандија | Феодора цу Золмс Немачка |

## Резултати

### Финале
| Место | Атлетичар              | Земља                | ЛР   | 1,50 | 1,55 | 1,58 | 1,61 | 1,64 | 1,67 | 1,70 | Резултат  | Белешка  |
| ----- | ---------------------- | -------------------- | ---- | ---- | ---- | ---- | ---- | ---- | ---- | ---- | --------- | -------- |
|       | Ибоља Чак              | Мађарска             | 1,63 |      |      |      | о    | о    | ххх  |      | 1,64      | РЕП, НР  |
|       | Нели ван Бален-Бланкен | Холандија            | 1,6о |      | ххо  | хо   | ххо  | о    | ххх  |      | 1,64      | РЕП, НР  |
|       | Феодора цу Золмс       | Немачка              | 1,60 | -    | -    | о    | о    | ххо  | ххх  |      | 1,64      | РЕП, НР  |
| 4.    | Дорити Коснет          | Уједињено Краљевство | 1,61 |      |      | -о   | ххх  |      |      |      | 1,58      |          |
| 5.    | Дора Гарднер           | Уједињено Краљевство | 1,60 |      |      | -о   | ххх  |      |      |      | 1,58      |          |
| 6.    | Илзебил Пфенинг        | Швајцарска           | 1,60 |      | -о   | ххх  |      |      |      |      | 1,55      |          |
| 7.    | Карин Фернстрем        | Шведска              | 1,55 |      | -о   | ххх  |      |      |      |      | 1,55      | ЛР       |
| 8.    | Ванда Новак            | Немачка              | 1,55 | -о   | ххх  |      |      |      |      |      | 1,50      |          |
| -1-   | Дора Ратјен            | Немачка              | 1,67 |      |      | о    | о    | о    | о    | хо   | 1,70 ДИСК | мушкарац |
| —     | Ђина Спаглари          | Италија              |      |      |      |      |      |      |      |      | НС        |          |